# 서천 문헌서원
문헌서원(文獻書院)은 대한민국 충청남도 서천군에 위치한 서원이다. 고려 말의 학자인 가정 이곡과 목은 이색을 배향하기 위해 건조되었다. 1984년 5월 17일 충청남도의 문화재자료 제125호로 지정되었다.
1594년(선조 27년)에 건립하였으나 임진왜란때 소실되어 1610년(광해군 3년)에 한산 고촌으로 옮겨 다시 세웠다. 이듬해인 1611년 문헌서원으로 사액되고 이종학·이자·이개 등 세 명의 위패를 추가로 봉안하게 되었다. 1871년(고종 8년)에 흥선대원군의 서원철폐령에 따라 문을 닫았으나 그 후 처음 문헌서원이 있던 곳에 단을 만들고, 분향을 해오다가 1968년 현재 위치에 재건하고 문양공 이종덕 한 명을 더하여 여섯 명의 위패를 봉안하고 있다. 보존자료는 가정 이곡과 목은 이색의 문집 55권, 목판각 975매가 보관되어 있고, 영당에는 그림으로 된 이색의 초상화가 있다.

## 개요
가정 이곡(1298∼1351)과 목은 이색(1328∼1396)의 학문과 덕행을 추모하기 위해 세운 서원이다.
이곡은 고려 후기 학자로서 이색의 아버지이다. 원나라의 과거에 급제하여 실력을 인정받았고, 문명을 떨쳤다.
이색은 고려 후기 문신이며 학자이다. 원·명교체기에 친명정책을 지지하였고, 유교의 입장에서 불교를 이해하고자 하였다. 그의 문하에서 권근, 김종직, 변계량 등을 배출하여 조선 성리학의 주류를 이루게 하였다.
문헌서원은 선조 27년(1594)에 세웠으나, 임진왜란 때 불타버렸다. 그 뒤 광해군 2년(1610)에 한산고촌으로 옮겨 다시 세웠다. 이듬해에 나라에서 문헌이라는 현판을 받아 사액서원이 되고 인재 이종학·음애 이자·배옥헌 이개 등을 추가로 모시게 되었다. 고종 8년(1871)에는 흥선대원군의 서원철폐령으로 폐쇄되었다.
그 후에도 처음 문헌서원이 있던 곳에 단(壇)을 만들고 분향해 오다가 1969년 지금 있는 자리에 다시 짓고 문양공 이종덕 한 분을 더하여 여섯 분의 위패를 모시고 있다. 해마다 음력 3월과 9월에 제사를 올리고 있다.

## 관련 문화재
- 이색 초상 - 보물 제1215호
- 가정목은선생문집판 - 충청남도 유형문화재 제77호
- 서천 이색 신도비 - 충청남도 문화재자료 제127호
- 서천 한산이씨 계미보책판 - 충청남도 유형문화재 제246호

## 참고 자료
- 문헌서원 - 국가유산청 국가유산포털
- 문헌서원(文獻書院) - 한국서원연합회
- 이 문서에는 다음커뮤니케이션(현 카카오)에서 GFDL 또는 CC-SA 라이선스로 배포한 글로벌 세계대백과사전의 내용을 기초로 작성된 글이 포함되어 있습니다.